# Tecla di Iconio
Santa Tecla di Iconio (Iconio, ... – Seleucia, I secolo) secondo la tradizione cristiana fu discepola di san Paolo, apostola e protomartire. È venerata come santa dalla Chiesa cattolica e da quella ortodossa.

## Agiografia
A santa Tecla si attribuiscono tradizionalmente i titoli di vergine, martire/protomartire (delle donne, corrispettivo femminile di santo Stefano), discepola di Paolo, e lei stessa apostola/isoapostola. Ciò deriva dalle diverse intestazioni degli 11 manoscritti attraverso cui la sua storia è giunta a noi: "Atti di Paolo e Tecla", "Martirio della santa e isoapostola Tecla protomartire delle donne", "Passione di santa Tecla vergine", e altri.. 
Questi 11 codici riportano, seppur con qualche variante, un testo apocrifo antecedente al 200, secondo cui Tecla fu una giovane di Iconio (in Asia minore) vissuta intorno alla fine del I secolo. La sua città fu luogo di evangelizzazione paolina: secondo l'apocrifo Tecla stessa divenne discepola di Paolo dopo averlo sentito predicare dal vivo, sulla castità e sulla resurrezione. Il racconto riporta che con la sua conversione la giovane di Iconio si sottrasse al matrimonio combinato con un facoltoso giovane della città, Tamiri, suscitando le ire di sua madre Teoclia che perciò istigò il governatore della città a condannarla al rogo. Salvata miracolosamente dalle fiamme, tornò da Paolo chiedendo il battesimo, su cui però l'apostolo temporeggiò, invitandola invece ad accompagnarlo nei suoi viaggi e a pazientare. Insieme andarono ad Antiochia di Pisidia dove Tecla attirò l'attenzione del siriarca Alessandro. Egli cercò di abbracciarla in pubblico, ma lei reagì strappandogli il mantello e mettendolo in ridicolo, così Alessandro la fece condannare nuovamente - stavolta alle fiere. Tra le donne di Antiochia che si ribellarono alla sentenza, la ricca vedova Trifena, che aveva appena pianto la figlia scomparsa, prese in custodia la giovane per i giorni precedenti all'esecuzione. In casa sua Tecla pregò Dio per la salvezza della defunta figlioletta; il giorno successivo Trifena insisté con Alessandro per accompagnare personalmente la moritura alla propria fine. Secondo la narrazione, Tecla venne dunque introdotta nell'arena e sopravvisse al primo attacco delle bestie feroci grazie alla protezione di una leonessa che si sottomise a lei e le fece da scudo; dopodiché si gettò volontariamente nella vasca delle foche feroci pronunciando una formula battesimale tra le urla delle donne di Antiochia sue sostenitrici, e ne uscì indenne per l'intervento divino di un fulmine che uccise le foche. Scampata perciò anche al secondo martirio, fu rivestita da nuovi abiti da parte del governatore, ammirato dalla sua forza e dall'evento straordinario. Ricongiuntasi infine con Paolo, gli raccontò l'accaduto e gli espresse l'intenzione di tornare ad Iconio, ne ricevette dunque la benedizione e il mandato ad annunciare la parola del Signore. Dopo aver convertito molti, morì a Seleucia dove si era ritirata a vita ascetica.
Alcune varianti della finale riportano di altri episodi riguardanti la sua vecchiaia, per esempio un altro tentativo di stupro intentato dai medici di Seleucia invidiosi delle sue doti taumaturgiche, violenza alla quale si sarebbe sottratta grazie all'apertura miracolosa nella roccia della grotta. Attraverso quest'apertura sarebbe poi arrivata a Roma, per morire nel luogo di martirio del suo maestro.

## Culto

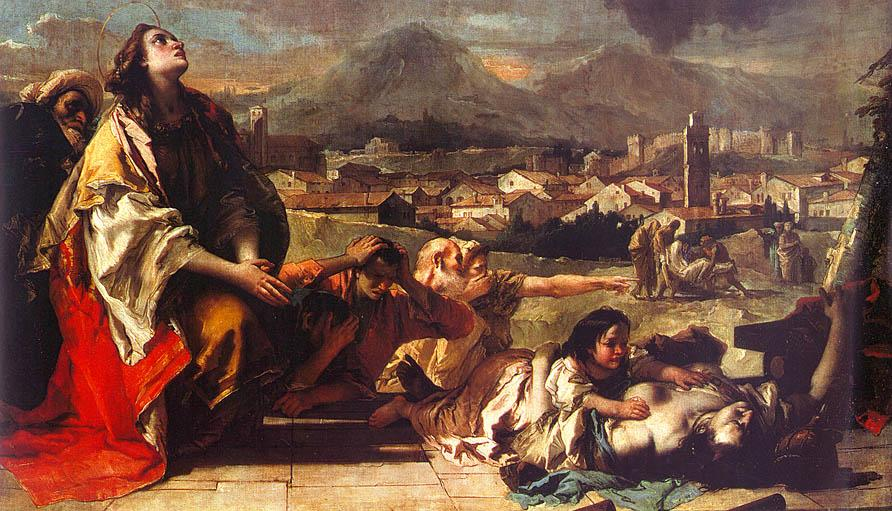
Santa Tecla libera la città di Este dalla peste, dettaglio, dipinto di Giambattista Tiepolo del 1759, Este, Duomo

Nonostante il carattere puramente leggendario di tutta la storia, non è impossibile che la vicenda sia da riferirsi ad una persona storica: è facile credere che una vergine di questo nome che era nativa di Iconio sia stata effettivamente convertita da san Paolo e si sia poi impegnata nel lavoro di missioni cristiane. Nella Chiesa orientale l'ampia diffusione degli Atti di Paolo ha portato a una grande venerazione di Tecla: il suo culto era particolarmente diffuso in un certo numero di città orientali, come Seleucia dove era stata sepolta (e dove infatti sorse un monastero maschile e femminile, come attesta la pellegrina Egeria, IV secolo), Iconio, e Nicomedia. Il suo culto è apparso molto presto anche in Europa occidentale, in particolare in quei distretti in cui ha prevalso la liturgia gallicana. Le reliquie della santa sarebbero miracolosamente giunte a Roma, vicino alla tomba di San Paolo; vista la sua fama nel Medioevo, a partire dal IX secolo si annovera un altro corpo a Milano, uno a Chartres e un suo braccio a Praga.
 Il suo nome è presente con varie indicazioni topografiche (Nicomedia, Seleucia, Asia) in diversi giorni del "Martyrologium Hieronymianum": 22 febbraio, 25 febbraio, 12 settembre, 23 settembre, e il 17 novembre. Nel Martirologio di Beda il suo nome è citato con una breve nota tratta dagli Atti il 23 settembre, stessa data di quello su cui la sua festa è dato nel presente Martirologio romano. La Chiesa greca celebra la sua festa il 23 settembre e le dà il titolo di "Protomartire tra le donne e uguale agli Apostoli".
A lei era dedicata la chiesa, detta "Basilica nova" o "maior", ora coperta da Piazza Duomo a Milano. Alla Santa è dedicato il "Rito del Faro" che viene celebrato nell'attuale Duomo.